# Táska (település)
Táska község Somogy vármegyében, a Marcali járásban.

## Fekvése
A Balatontól délre fekszik, nagyjából félúton Lengyeltóti és Marcali között, mindkettőtől körülbelül 12-13 kilométerre. Központján a Lengyeltóti-Nikla közti, a 6701-es és 6704-es utakat összekötő 6708-as út halad keresztül, ezen érhető el Marcali és a Balaton térsége felől is. Ide vezet a Balatonfenyvesi Gazdasági Vasút egyik szárnyvonala, amin 2002. szeptember 2 óta nincs forgalom.

## Története
A települést írott forrás először 1268-ban említi. A török hódoltság idején valószínűleg elnéptelenedett. A 18. században horvát telepesekkel népesítették be, akik bár nyelvüket elhagyták, máig őrzik hagyományaikat, szokásaikat.

## Közélete

### Polgármesterei
- 1990–1994: Gadányi István (független)[3]
- 1994–1998: Gadányi István (független)[4]
- 1998–2002: Gadányi István (független)[5]
- 2002–2006: Gadányi István (független)[6]
- 2006–2010: Gadányi István (független)[7]
- 2010–2014: Gadányi István (Fidesz-KDNP)[8]
- 2014–2019: Gadányi István (Fidesz-KDNP)[9]
- 2019–2024: Gadányi Albert (Fidesz-KDNP)[10]
- 2024– : Gadányi Albert (Fidesz-KDNP)[1]

## Népesség
A település népességének változása:
| Lakosok száma | 412  | 405  | 391  | 376  | 368  | 386  | 362  |
|               | 2013 | 2014 | 2015 | 2021 | 2022 | 2023 | 2024 |

A 2011-es népszámlálás során a lakosok 98%-a magyarnak, 26,1% cigánynak, 0,5% németnek mondta magát (1,2% nem nyilatkozott; a kettős identitások miatt a végösszeg nagyobb lehet 100%-nál). A vallási megoszlás a következő volt: római katolikus 90%, református 0,2%, felekezeten kívüli 0,2% (9,5% nem nyilatkozott).
2022-ben a lakosság 88,3%-a vallotta magát magyarnak, 5,7% cigánynak, 5,4% németnek, 0,8% ruszinnak, 0,3% egyéb, nem hazai nemzetiségűnek (8,2% nem nyilatkozott; a kettős identitások miatt a végösszeg nagyobb lehet 100%-nál). Vallásuk szerint 53% volt római katolikus, 0,3% református, 0,3% evangélikus, 0,3% görög katolikus, 1,4% egyéb keresztény, 0,5% egyéb katolikus, 5,2% felekezeten kívüli (39,1% nem válaszolt).

## Nevezetességei
- Szent Márton templom
- Borocai-hegy - régi pincesor
- Öreg-hegy - régi pincesor
- Balatonfenyvesi Gazdasági Vasút Táskára vezető szárnyvonalán a forgalom már nincs meg, remélhetőleg a jövőben újra indul.

## Külső hivatkozások
- Táska a Via Sancti Martini honlapján
- Táska az utazom.com honlapján
- Vendégváró – Táska